# 朱安涇
浦江懷隱王朱安涇（1490年—1527年），明朝周藩第一代浦江王，周惠王朱同䥝的庶第二十四子。

## 生平
弘治十四年（1501年）七月，獲賜名安涇。弘治十六年（1503年）十二月，封浦江王。
嘉靖六年（1527年），朱安涇去世，享年三十八歲，諡號懷隱。五年後，嫡第二子鎮國將軍朱睦栮襲爵。

## 家庭

### 妻
- 沈氏，東城兵馬副指揮沈雲長女，正德七年（1512年）閏五月冊為浦江王妃[5]

### 子
- 嫡長子：朱睦樑，夭折[6]
- 嫡第二子：鎮國將軍→浦江安簡王朱睦栮[4]